# Station Ermont - Eaubonne
Station Ermont - Eaubonne is een spoorwegstation aan de spoorlijn Saint-Denis - Dieppe. Het ligt in de Franse gemeentes Ermont en Eaubonne in het departement Val-d'Oise (Île-de-France).

## Geschiedenis
Het station is op 20 juni 1846 geopend.

## Ligging
Het station ligt op kilometerpunt 14,174 van de spoorlijn Saint-Denis - Dieppe. Ook is het het beginpunt van de spoorlijnen Ermont-Eaubonne - Champ-de-Mars en Ermont-Eaubonne - Valmondois, en is het het eindpunt van de spoorlijn Paris-Saint-Lazare - Ermont-Eaubonne.

## Diensten
Het station is een van de grootste stations in de agglomeratie van Parijs, en wordt aangedaan door veel verschillende treinen van Transilien:
- Treinen van de RER C tussen Pontoise en Massy-Palaiseau, waarvan sommige treinen Montigny - Beauchamp als eindpunt hebben
- Treinen van Transilien lijn H tussen Paris-Nord en Pontoise
- Treinen van Transilien lijn H tussen Paris-Nord en Persan - Beaumont
- Treinen van Transilien lijn J tussen Paris-Saint-Lazare en dit station.

## Vorige en volgende stations
| Richting                            | Vorig station | Lijn    | Volgend station            | Richting                                                |
| ----------------------------------- | ------------- | ------- | -------------------------- | ------------------------------------------------------- |
| Pontoise C1 Montigny - Beauchamp C3 | Cernay        | RER C   | Saint-Gratien              | Massy-Palaiseau C2 Pont de Rungis - Aéroport d'Orly C12 |
| Pontoise                            | Cernay        | Trans H | Champ de courses d'Enghien | Paris-Nord                                              |
| Persan - Beaumont                   | Ermont-Halte  | Trans H | Champ de courses d'Enghien | Paris-Nord                                              |
| Paris Saint-Lazare                  | Sannois       | Trans J | Eindpunt                   | Eindpunt                                                |